# Wasserkraftwerk Leinau
Das Wasserkraftwerk Leinau ist ein Kleinwasserkraftwerk an der Wertach und ist als Laufwasserkraftwerk ohne Speicher ausgeführt. Das Kraftwerk liegt nahe Pforzen-Leinau im Landkreis Ostallgäu, wenige Kilometer flussabwärts der Stadt Kaufbeuren. Es staut den am Kolbwehr an der Hakenbrücke abzweigenden Wertachgraben auf einer Länge von 1,7 Kilometer. Etwa 600 Meter unterhalb des Kraftwerks mündet der Kanal wieder in die Wertach. Betreiber des Kraftwerks sind die Vereinigten Wertach-Elektrizitätswerke (VWEW).

## Geschichte

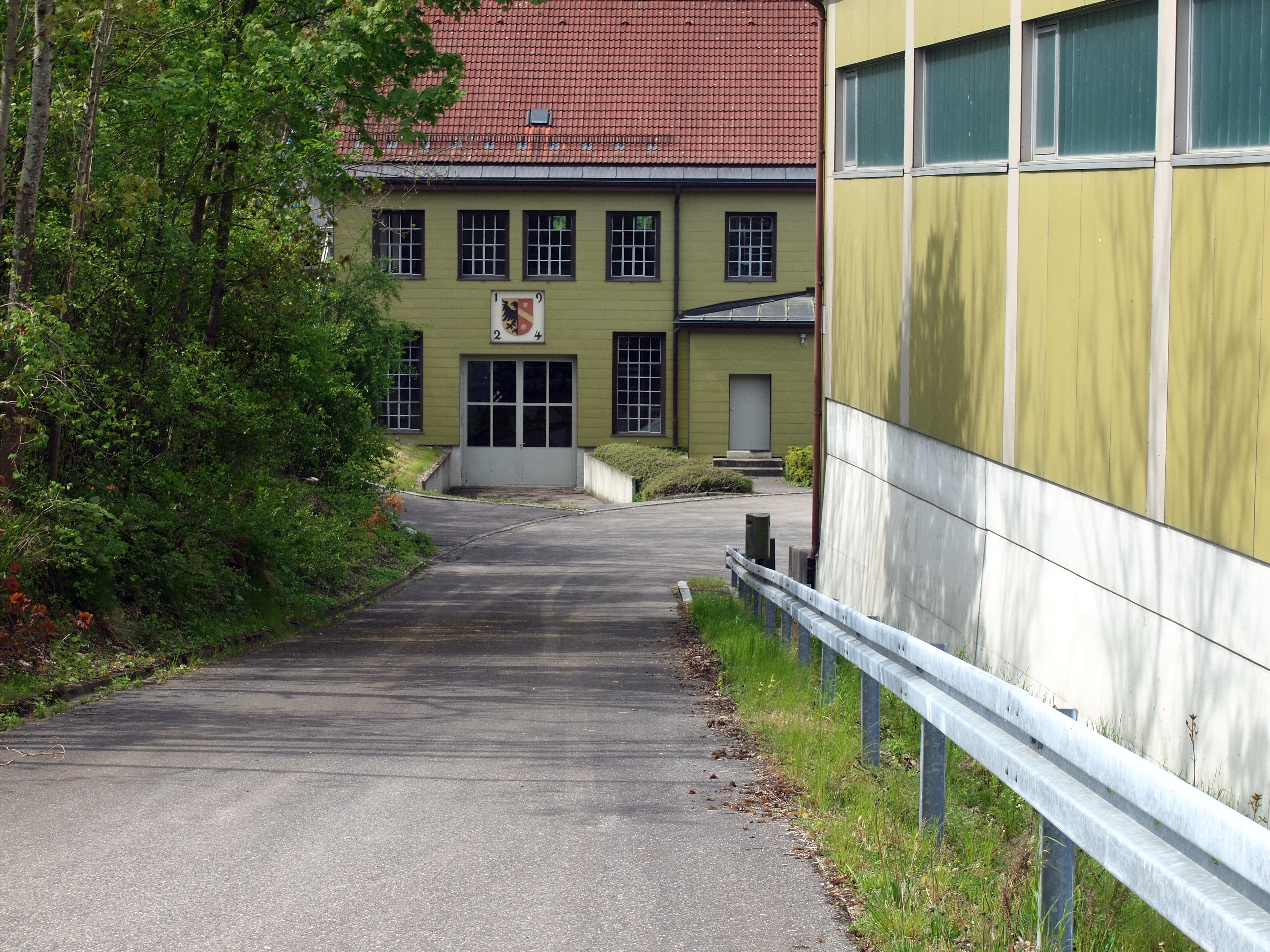
Zufahrt zum Maschinenhaus des Wasserkraftwerks

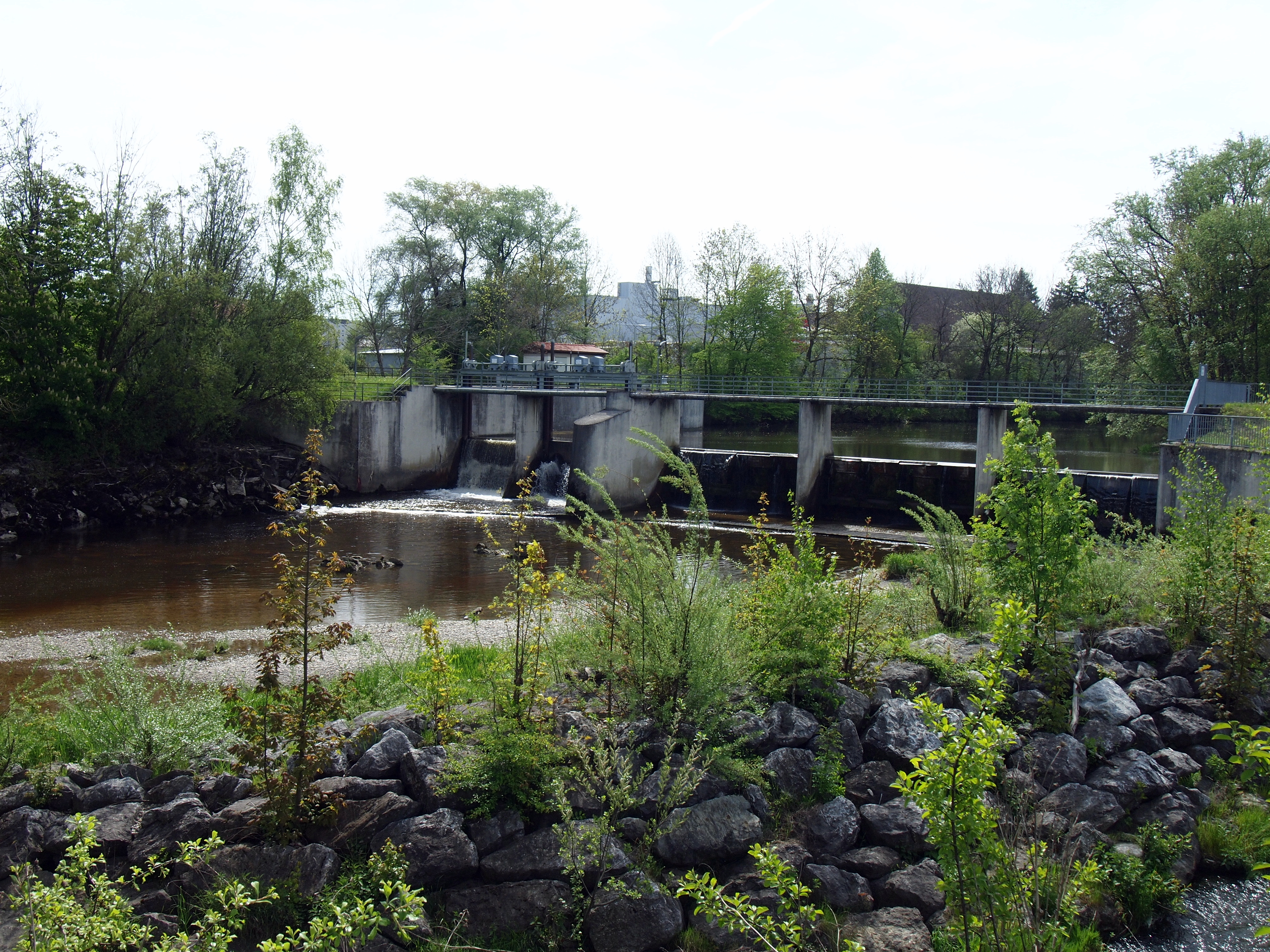
Am Kolbwehr zweigt der Kanal des Wasserkraftwerks ab

Der Kaufbeurer Stadtrat befasste sich erstmals 1916 mit der Planung eines Wasserkraftwerks für Kaufbeuren. 1920 erfolgte der erste Spatenstich für einen Wertachkanal in Leinau. Mit bis zu 184 Arbeitern wurde bis 1923 überwiegend in Handarbeit der 2,3 Kilometer lange Kanal ergraben. Die Bauarbeiten auf der Baustelle "Untere Wertach" gestalteten sich zu Zeiten der Währungskrise problematisch. Bauleiter erschienen bewaffnet zur Baustelle. 1923 wurde von Arbeitern die Hütte angezündet, in welcher der noch nicht montierte Generator gelagert wurde, um das Kupfer des Generators verkaufen zu können. Um die Finanzierung des Baus zu sichern, wurden 1923 nach einem Stadtratsbeschluss zwei Millionen Kilowattstunden Strom für eine Milliarde Reichsmark als Bankanleihe verkauft.
2003 wurden die Kraftwerksanlagen generalsaniert, dabei wurden auch Turbine und Generator ersetzt. Der alte Generator blieb als Denkmal im Maschinenhaus des Kraftwerks erhalten.
2006 wurde eine Fischaufstiegshilfe errichtet.

## Dieselkraftwerk Leinau

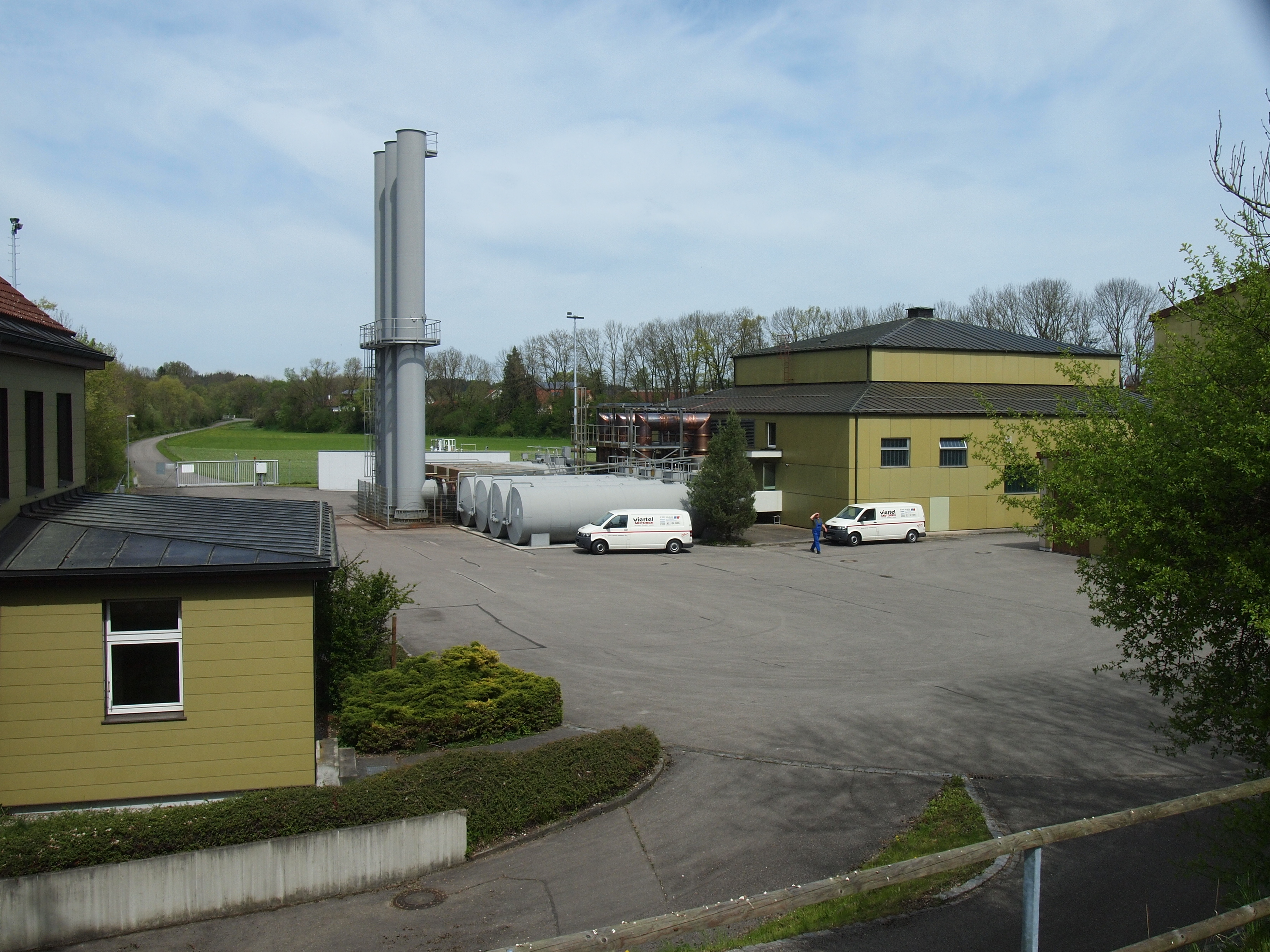
Maschinenhaus der Diesel mit Abgasreinigung und Kaminen

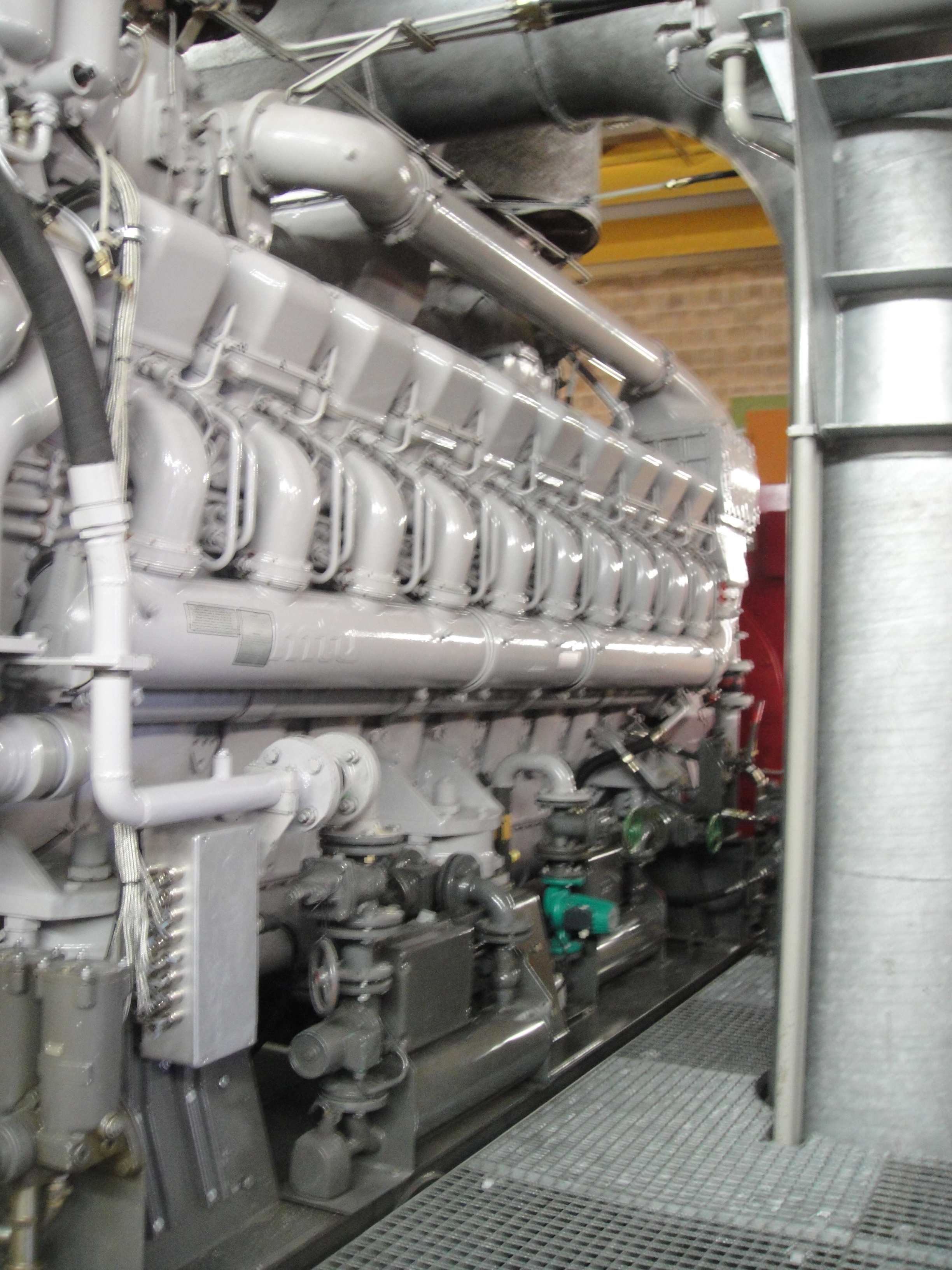
MTU 20 V 956 TB 32 Dieselmotor des Dieselkraftwerks

Neben der Wasserturbine ist auf dem Betriebsgelände noch ein Dieselkraftwerk mit drei Motoren mit jeweils 4.400 kW installiert, welche üblicherweise rund um die Uhr vorgewärmt im Stand-by-Betrieb als Lastreserve vorgehalten werden.